# Mézières-au-Perche
Mézières-au-Perche foi uma comuna francesa na região administrativa do Centro, no departamento Eure-et-Loir. Estendia-se por uma área de 6,09 km². Em 2010 a comuna tinha 128 habitantes (densidade: 21 hab./km²).
Em 1 de janeiro de 2018, passou a formar parte da comuna de Dangeau.